# Amoebophilus simplex
Amoebophilus simplex är en svampart som beskrevs av G.L. Barron 1984. Amoebophilus simplex ingår i släktet Amoebophilus och familjen Cochlonemataceae.   Inga underarter finns listade i Catalogue of Life.